# Обыкновенная лисица
Обыкнове́нная лиси́ца или ры́жая лиси́ца (лат. Vulpes vulpes; обиходное русское название — лиса́) — хищное млекопитающее семейства псовых, наиболее распространённый и самый крупный вид рода лисиц. Длина тела 60—90 см, хвоста — 40—60 см, масса — 6—10 кг.

## Этимология
Русское обозначение данного животного по происхождению является общеславянским (рус. лисица, лиса, укр. лисиця, др.-рус. лисица, сербохорв. лисица, словен. lisica, ст.‑слав. лиса, пол. lisica, чеш. , в.-луж. и н.-луж. liška, словац. líška). По мнению Фасмера, происхождение праславянской лексемы неясно, но предполагается происхождение праслав. *lisa от *vleipso (см. лит. lapsa).
В русских диалектах Урала и Сибири особи подвида V.v. tobolica и их шкуры обозначаются лексемой караганка.
Наиболее распространённое наименование самца — лис (др.-рус. лисъ, укр. и сербохорв. лис, словен. и пол. lis, праслав. *lisь). В диалектах русского и украинского языков с таким же значением употребляются такие лексемы, как лисовин (предположительно, происходит от прилагательного лисов, восходящего к праславянскому *lisovъ(јъ)).

## Эволюция
Ареалом возникновения современного вида Vulpes vulpes является Евразия. Именно здесь, на территории современного ареала известны ископаемые находки данного вида, начиная с конца раннего плейстоцена. В Северную Америку вид проник, вероятно, не ранее последнего межледниковья[какого?].
Предковой формой является Vulpes alopecoides Del Campana, мелкая лисица, известная по находкам из раннего плейстоцена Европы.

## Внешний вид
В целом размеры видов рода лисиц средние, однако обыкновенная лисица — самая крупная по сравнению с другими видами рода. В среднем длина тела — 60-90 см, хвоста — 30-60 см, таким образом по длине хвост составляет более половины длины туловища. Вес самок составляет от 5 до 8 кг, самцов-лисов — 6-10 кг.
Окраска и размеры лисиц различны в разных местностях; всего насчитывают 40-50 подвидов, не учитывая более мелких форм. В общем, при продвижении на север лисицы становятся более крупными и яркими по окрасу, на юг — мелкими и более тускло окрашенными. В северных районах и в горах чаще встречаются чёрно-бурые, сиводушки, крестовки (названы из-за наиболее выраженных крестообразных полос на спине) и другие меланистические формы окраски. Наиболее распространённый окрас — красная/огнёвка, характеризующийся следующими чертами: ярко-рыжая спина, белое (иногда чёрное) брюхо, тёмные лапы. Часто присутствуют бурые полосы на хребте и лопатках, похожие на крест. Общие отличительные черты — тёмные тыльные стороны ушей и белый кончик хвоста. Очень редко появляются лисы-альбиносы, а также т. н. горностаевые лисы, обладающие недостаточным альбинизмом. Телосложение обыкновенной лисицы стройное, типичное для рода лисиц: внешне она представляет собой зверя среднего размера с изящным туловищем на невысоких и тонких лапах, с невысокой вытянутой мордой, острыми ушами и длинным пушистым хвостом. Большие ушные раковины (размер — 7,7-12,5 см) позволяют улавливать звуковые колебания, в частности, лисы способны услышать передвижение добычи под слоем снега.
Череп лисицы — стройный и невысокий, сильно вытянутый. Лобный отдел слабо приподнят над носовым, лицевой отдел — узкий и длинный. Сагиттальный гребень на черепе развит слабо (хоть и сильнее, чем у корсака), в то время как затылочный — довольно хорошо. Глазницы на черепе довольно небольшие. Зубы лисы сравнительно крупные, в частности, клыки очень длинные, нижние клыки при сомкнутых челюстях при взгляде спереди заходят за верхний край лунок верхних клыков. Бакулюм самца ланцетовидной формы, в длину достигает 52 мм и 4-5 мм в ширину.
Половой диморфизм выражен очень слабо. Ли́сы несколько крупнее самок-лисиц. Череп лиса крупнее черепа самки, также имеет более крупные клыки под более широкой носовой полостью, а также более длинный верхний ряд зубов.
Линька происходит раз в год: начинается в феврале-марте (в средней полосе России) и заканчивается в середине лета. На севере ареала линька начинается с конца марта-начала апреля. Сразу же после этого начинает отрастать зимний мех, в который лиса полностью одевается к рубежу ноября и декабря. Летний мех гораздо реже и короче, зимний — гуще и пышнее.
Зрачок глаза — вытянутый вдоль, как и у кошек, может расширяться и сжиматься, реагируя на свет. Цвет радужной оболочки — оранжевый, янтарный. У новорождённых лисят цвет радужки голубой, встречаются и взрослые голубоглазые особи, а также зеленоглазые. У альбиносов также встречается розовый цвет глаз.

## Распространение
Лисица распространена весьма широко: на всей территории Европы, Северной Африки (Египет, Алжир, Марокко, северный Тунис), большей части Азии (вплоть до северной Индии, южного Китая и Индокитая), в Северной Америке от арктической зоны до северного побережья Мексиканского залива. На территории Российской Федерации обыкновенная лисица распространена повсеместно, за исключением самых северных районов. Лисица была акклиматизирована в Австралии и распространилась по всему континенту, за исключением некоторых северных районов с влажным субэкваториальным климатом.

## Экология
Значительное многообразие окраски и размеров лисиц связано с широтой их ареала и большим многообразием условий существования в отдельных его частях. Лисицы заселяют, хотя и с разной плотностью, все ландшафтно-географические зоны, начиная с тундры и субарктических лесов и вплоть до степи и пустынь, включая горные массивы всех климатических зон. При этом лисица водится не только в дикой природе, но и в культурных ландшафтах, а также в окрестностях сельских поселений и на окраинах городов, в том числе крупных (в частности, Берлин, Киев и Варшава; в Лондоне и некоторых других британских городах лисицы весьма обычны на окраинах, а иногда появляются и в центральной части города). Более того, временами в урбанизированной местности лисица находит особенно благоприятную для себя среду. Нередко обживает городские свалки, парки и подвалы зданий.
Во всех частях своего ареала отдаёт предпочтение открытой местности, а также районам, где имеются отдельные рощи, перелески, холмы и овраги, особенно если зимой снеговой покров в них не слишком глубокий и рыхлый. Поэтому из всех климатических зон больше всего лисиц живёт в степной и лесостепной, а не в лесной.
Зверь достаточно оседлый. Перекочёвки главным образом носят местный характер и связаны с поиском более обильных кормовых угодий. В большинстве районов не наблюдается регулярных сезонных миграций, случаи таковых отмечаются лишь в тундре, пустынях и горах. Так, одна из помеченных в Малоземельской тундре (Архангельская область, Россия) лисиц позднее была убита в 600 километрах к юго-западу. Молодые звери, расселяющиеся из родительского логова, обычно живут на расстоянии от 2—5 до 15—30 км от него.
Численность лисиц заметно колеблется по годам. На неё влияют количество грызунов, метеорологические условия, наличие в популяции инфекционных заболеваний. В голодные годы не только падает плодовитость самок и выживает меньшее количество щенков, но и возникают условия, благоприятные для распространения эпизоотий, охватывающие иногда большие территории. Характерные эпизоотии — бешенство (и эпизоотический энцефалит как следствие), чума хищников, чесотка, реже — паратиф и туляремия.
В дикой природе лисицы редко живут более семи лет, часто продолжительность жизни не превышает трёх. В неволе доживают до 20—25 лет.

## Питание
Несмотря на то, что лисица принадлежит к типичным хищникам, она является всеядной и питается очень разнообразными кормами. Среди употребляемой пищи выявлено более 700 видов животных и нескольких десятков видов растений. Повсеместно основу питания составляют мелкие грызуны, главным образом мыши и полёвковые. Они составляют основу рациона лисиц на всём протяжении ареала вне зависимости от времени года, за исключением периода их низкой численности. Тонкие длинные челюсти лисиц с острыми зубами идеально приспособлены для их ловли. Можно утверждать, что от числа и доступности грызунов в значительной мере зависит состояние популяции этого хищника. Особенно это относится к зимнему периоду, когда лисица живёт в первую очередь охотой на полёвок: учуяв под снежным покровом грызуна, зверь прислушивается к его пискам или шорохам, а затем быстрыми прыжками ныряет под снег или разбрасывает его лапами, пытаясь поймать добычу. Этот способ охоты получил название мышкование.
Более крупные млекопитающие, в частности, зайцы, играют в питании много меньшую роль, хотя в некоторых случаях лисицы ловят их целеустремлённо (особенно зайчат), а во время заячьего мора могут поедать и их туши. Иногда большие лисицы нападают на детёнышей косули и оленят.
Птицы (преимущественно водоплавающие и куриные) не настолько важны в рационе, как грызуны, хотя лисица никогда не упустит случая поймать птицу, оказавшуюся на земле (от мелких до крупных, вплоть до гусей и глухарей), а также уничтожить кладку яиц или нелетающих птенцов. Похищает и домашних птиц, но, по наблюдениям зоологов, делает это намного реже, чем принято считать.
В пустынях и полупустынях часто добывают пресмыкающихся. В Канаде и северо-восточной Евразии лисицы, живущие у больших рек, сезонно питаются почти полностью лососями, погибшими после нереста. Летом поедают много жуков и других насекомых, а также, очень охотно, их личинки. В голодные периоды нередко питаются падалью, также поедая фекалии. В населённых пунктах и вблизи них роется в мусоре в поисках пищи, куда может заходить и в голодное время.
Растительные корма — фрукты, ягоды, реже вегетативные части растений — входят в состав питания лисиц почти повсеместно, больше всего на юге ареала, однако нигде не играют ключевой роли.

## Образ жизни
Жилищем лисицы является вырытая в земле нора, реже используют скальные расселины и дупла упавших деревьев. Индивидуальный участок, который занимает пара или семья лисиц, должен обеспечивать их не только достаточным количеством корма, но и пригодными для устройства нор местами. Лисицы роют их сами или (что случается часто) занимают пустующие норы барсуков, сурков, песцов и других роющих животных, приспосабливая их к своим нуждам. Бывают случаи, когда лисица живёт в норе одновременно с барсуком, но в разных её отнорках. Также известны случаи, когда лисицы выживают барсуков из своих нор, перманентно оставляя там свои мочу и экскременты, чего барсук, чистоплотное животное, долго не переносит.
Чаще всего селятся на склонах оврагов и холмов, на участках с песчаным грунтом, защищённых от заливания дождевыми, грунтовыми и талыми водами. Как выкопанные самостоятельно, так и занятые норы других животных обычно имеют несколько входных отверстий (самостоятельно вырытые норы имеют, как правило, 3-5 входа, максимум — 15), которые ведут через более-менее длинные туннели (протяжённость ходов составляет от 5-7 до 17 м) в гнездовую камеру. Иногда лисицы используют естественные укрытия — пещеры, расщелины скал, дупла толстых деревьев. В большинстве случаев жильё хорошо покрыто густыми зарослями. Но его демаскируют длинные тропы, а вблизи — большие выбросы земли возле входов, многочисленные остатки пищи, экскременты, характерный запах и т. д. Нередко на «городках» лисиц развивается пышная сорняковая растительность.
Как правило, лисицы используют постоянные укрытия лишь в период воспитания детёнышей, а на протяжении остального года, в частности, зимой, отдыхают в открытых логовах в снегу или траве. Но, спасаясь от преследования, лисицы в любое время года могут укрыться в какой угодно норе. Во время воспитания потомства звери часто вынуждены несколько раз менять жильё из-за его заражённости паразитами. Иногда лисица занимает нору на продолжительный срок длиной в много лет, со временем расширяя и углубляя её, в результате получаются вышеописанные «городки» наподобие барсучьих, с несколькими входами и множеством различных ходов и камер. Молодые лисицы в период перехода к самостоятельной жизни роют неглубокие норы в виде одного прямого хода.
У лисиц развита высшая нервная деятельность, что хорошо видно при преследовании лисиц, или во время охоты. Также благодаря этому лисицы могут избегать расставленных на них ловушек. Ввиду этого в культуре у лисицы сложился образ хитрого животного (см. ниже).
Лисицы деятельны в любое время суток, но охотиться предпочитают рано утром и вечером.

## Размножение
Принадлежит к моногамным животным, которые размножаются раз в год. Изредка самцы спариваются с несколькими самками. Время гона и его эффективность зависят от климатических зон и упитанности зверей. Бывают годы, когда до 60 % самок остаются без потомства. В южной части ареала течка у лис происходит зимой, в умеренных широтах — весной (в средней полосе России — в марте). Так, в степи у лисиц гон приходится на декабрь-февраль, а в тайге — на февраль-март. Период гона сопровождается ожесточёнными драками самцов.
Ещё зимой лисицы начинают поиск мест для выведения молодняка и ревностно охраняют их. Бесхозных нор в это время практически не бывает; в случае гибели одной самки её жилище сразу занимает другая. За самкой часто ухаживают по два-три самца, между которыми происходят кровавые драки.
Лисы — хорошие родители. Самцы принимают активное участие в воспитании потомства, а также заботятся о подругах ещё до появления лисят: благоустраивают норы, ловят у самок блох. В случае гибели отца его место занимает другой холостой самец; порой лисы даже дерутся между собой за право стать отчимом.
Беременность длится 49—58 суток, лисята рождаются в марте-апреле. В выводке — от 4—6 до 12—13 слепых щенков весом 56-110 г с закрытыми ушными раковинами, покрытых тёмно-бурой шерстью, снизу сероватой. Внешне они напоминают волчат, но отличаются белым кончиком хвоста. В двухнедельном возрасте лисята начинают видеть и слышать (прозревают на 13-15 день), у них прорезаются первые зубы (на 14-15 день прорезаются молочные зубы на верхней челюсти, а на 17-19 день — на нижней). В воспитании лисят принимают участие оба родителя. Отец и мать проявляют в это время крайнюю осторожность, и в случае угрозы немедленно переносят детёнышей в запасную нору. Охотятся родители круглые сутки, чтобы прокормить потомство. Щенки рано начинают отлучаться и часто встречаются далеко от дома, даже в самом малом возрасте. Лисята выходят из нор в степи в апреле-мае, а в лесах — в мае-июне.
Полтора месяца мать кормит лисят молоком (до 6-7 недельного возраста лисят); кроме того, родители постепенно приучают детёнышей к обычной пище, а также к её добыванию. Уже в месячном возрасте лисята приучаются есть мясную пищу, принесённую родителями. Уже с 1,5-месячного возраста подросшие лисята начинают ходить с отцом и матерью на охоту, играя между собой, приставая к старшим, подчас подвергая опасности семью. Лисята могут уходить от своей норы на порядочное расстояние. По окрасу они практически идентичны взрослым лисам за исключением более выраженной тусклости, мех также короче, чем у взрослых. Со времени гона до окончательного выхода лисят из норы проходит около 6 месяцев. К концу лета-осени выводки распадаются, и лисята вполне могут жить самостоятельно. Самцы уходят на 20—40 километров, самки — на 10—15, редко на 30, ищут себе участок и пару. Некоторые самки уже со следующего года начинают размножаться; обычно достигают половой зрелости в двухлетнем возрасте (через 9-11 месяцев после ухода от родителей).
Что характерно, переход на мясную пищу отражается на черепе лисят: в связи с этим относительная длина мозгового отдела и высота черепной коробки уменьшаются, соответственно увеличивается лицевая часть с расположенными на ней зубами.

## Поведение
Чаще всего лисы передвигаются лёгкой рысцой, реже — шагом. Лисица, передвигающаяся спокойно, идёт по прямой линии, оставляя за собой чёткую цепь следов. Напуганное животное может бежать очень быстро, галопом или буквально распластавшись над землёй, полностью вытянув хвост. Длина прыжка лисицы может доходить до 3,5 м. Лисы хорошо плавают, могут залезать на наклонённые деревья.
Наиболее развиты обоняние и слух. Зрение адаптировано для темноты, в которой активно большинство лисиц. Как многие другие хищники, лисицы прекрасно реагируют на движение, но плохо распознают цвета, особенно днём; поэтому, например, лисица может близко подойти к неподвижно сидящему или стоящему человеку со стороны ветра.
Как и другие собачьи, лисы — очень общительные животные, издающие широчайший диапазон звуков. Во время гона и в состоянии возбуждения издаёт отрывистый громкий лай; дерущиеся лисы пронзительно визжат. По голосу самка и самец различаются: самка делает тройной «взлай», который заканчивается коротким воем, самец лает на манер собаки, но без воя. Также могут лаять не так громко, рычать, выть и урчать.
Многие лисицы, особенно молодые, ложатся на день в поле, если оно располагается недалеко от леса и богато грызунами. Перед тем как устроиться под кустом или бугорком, лисица, замерев на месте, долго осматривает окрестности на предмет опасности. Потом сворачивается калачиком, прикрыв нос и лапы хвостом, но прежде чем уснуть, ещё несколько раз оглядывает округу. Также лисы любят отдыхать в густых зарослях, оврагах и других труднодоступных местах.
Охотятся в разное время дня, предпочитая раннее утро и поздний вечер. Там, где их не преследуют, встречаются днём, причём не обнаруживают беспокойства при встрече с человеком. В противном случае отличаются крайней осторожностью и удивительной способностью перепрятываться и сбивать со следа погоню — именно поэтому в фольклоре многих народов лисица является воплощением хитрости и ловкости (см. отражение в культуре).
Лисицы, живущие возле туристических троп, пансионатов, в местах, где запрещена охота, быстро привыкают к присутствию человека, легко поддаются прикармливанию и могут заниматься попрошайничеством.
Предполагается, что у лисиц есть чувство магнитного поля.

## Хозяйственное значение
Имеет большое хозяйственное значение как ценный пушной зверь, а также регулятор численности грызунов и насекомых. При этом ущерб, который наносится лисицами промысловой дичи и домашним птицам, намного меньше пользы, которую они приносят, уничтожая грызунов — потребителей зерна.
В СССР в 1950-е годы мех лисиц шёл, главным образом, на подкладки зимних пальто, меховые воротники, пелерины и горжетки.
С целью получения меха лис разводят в неволе, лисица является одним из основных объектов промышленного звероводства. В конце XIX века была искусственно выведена порода серебристо-чёрных (чернобурых) лисиц. Затем, благодаря селекции, у этой породы было значительно улучшено (по сравнению с диким типом) качество меха, а также был выведен ряд других меховых пород на её основе: платиновая, бакурианская, дакотская, беломордая, снежная и другие. В России разведение чернобурок началось в 1927 г.
На юге Европы дикие лисы — наиболее распространённый переносчик вируса бешенства, поэтому проводится их вакцинация. Кроме того, лисицы представляют собой опасность как и переносчик других заразных заболеваний, в частности, некоторых видов гельминтов.
Существуют множество способов охоты на лис. Важнейшими из них являются охота с ружьём, охота с капканами и с помощью деревянных опадных самоловок. В Англии традиционным развлечением аристократов служила загонная охота на лис с использованием гончих-фоксхаундов, запрещённая в 2002 году по требованиям зоозащитников.

## Одомашнивание
В 1959 году директором Института цитологии и генетики Дмитрием Беляевым, был начат многолетний эксперимент по одомашниванию серебристо-чёрных лисиц. В процессе эксперимента отбирались для размножения только особи, наиболее доброжелательно относящиеся к человеку. Результатом стало создание популяции одомашненных серебристо-чёрных лисиц, у которых присутствуют отличия от их диких предков в физиологии, морфологии и поведении. У некоторых представителей популяции доместицированных лисиц проявляются признаки, отсутствовавшие у исходной популяции: загнутый хвост, изменение окраски шерсти (появление белой пятнистости), изменение пропорций черепа, у некоторых щенков в раннем возрасте заметны повислые уши. Произошло изменение сезонности размножения. Наблюдаются изменения в различных системах, в том числе нейроэндокринной. Ухудшилось качество меха. Данный проект является моделью микроэволюционного процесса и ведётся в исследовательских целях.

## Систематика
Вид богат разнообразием подвидов (более 40). Уступает лишь волку и показывает удивительную приспособленческую способность к выживанию в процессе эволюции:
- Vulpes vulpes abietorum
- Vulpes vulpes aeygptica
- Vulpes vulpes alascensis
- Vulpes vulpes alpherakyi — закавказская лисица
- Vulpes vulpes alticola — армянская лисица
- Vulpes vulpes anatolica
- Vulpes vulpes arabica
- Vulpes vulpes atlantica
- Vulpes vulpes barbaras
- Vulpes vulpes beringiana — тундряная лисица
- Vulpes vulpes cascadensis
- Vulpes vulpes caucasica — кавказская лисица
- Vulpes vulpes crucigera
- Vulpes vulpes daurica — даурская лисица
- Vulpes vulpes diluta — степная лисица
- Vulpes vulpes dolichocrania
- Vulpes vulpes dorsalis
- Vulpes vulpes flavescens — среднеазиатская лисица
- Vulpes vulpes fulva
- Vulpes vulpes griffithi
- Vulpes vulpes harrimani
- Vulpes vulpes hoole
- Vulpes vulpes ichnusae
- Vulpes vulpes induta
- Vulpes vulpes jakutensis — якутская лисица
- Vulpes vulpes japonica
- Vulpes vulpes karagan
- Vulpes vulpes kenaiensis
- Vulpes vulpes krimeamontana — крымская горная лисица
- Vulpes vulpes kurdistanica
- Vulpes vulpes macroura
- Vulpes vulpes montana
- Vulpes vulpes necator
- Vulpes vulpes ochroxanta — тянь-шанская лисица
- Vulpes vulpes palaestina
- Vulpes vulpes peculiosa
- Vulpes vulpes pusilla
- Vulpes vulpes regalis
- Vulpes vulpes rubricosa
- Vulpes vulpes schrencki
- Vulpes vulpes silacea
- Vulpes vulpes splendidissima
- Vulpes vulpes stepensis
- Vulpes vulpes tobolica — тобольская лисица
- Vulpes vulpes tschiliensis
- Vulpes vulpes vulpes — северная лисица

Согласно справочнику «Млекопитающие фауны России и сопредельных территорий» из около 40 описанных подвидов в пределах бывшего СССР обитают 17 подвидов, объединяемых в три группы. 
| Подвид                                                                        | Распространение                                                            | Внешний вид |
| ----------------------------------------------------------------------------- | -------------------------------------------------------------------------- | --- |
| Группа vulpes                                                                 |                                                                            | |
| Vulpes vulpes vulpes L., 1758 — Европейская лесная обыкновенная лисица        | Восточная Европа (включая европейскую часть России), север Западной Европы | Крупных размеров, волосяной покров — длинный и пышный. Основной тон окраса — ярко-рыжий, на спине — тёмно-коричневая крестообразная отметина, брюхо — белёсое (иногда черноватое), чёрный узор на лапах слабо развит. |
| Vulpes vulpes tobolica Ognev, 1926 — Тобольская обыкновенная лисица           | Западная Сибирь, таёжные районы                                            | Крупных размеров, волосяной покров пышный и лохматый. Окрас желтовато-ржавый, очень хорошо выражено крестообразное пятно на спине.                                                                                    |
| Vulpes vulpes jakutensis Ognev, 1923 — Якутская обыкновенная лисица           | Средняя и Восточная Сибирь, таёжные районы                                 | Крупных размеров, волосяной покров пышный, мягкий и не лохматый. Окрас буровато-ржавый, на спине — крестообразная отметина. Брюхо тёмно-серое, передние лапы иногда почти сплошь чёрные.                              |
| Vulpes vulpes beringiana Middendorff, 1875 — Анадырская обыкновенная лисица   | Северо-Восточная Сибирь                                                    | Средних размеров, волосяной покров длинный. Окрас ярко-рыжий, часто со светлой рябью. Спина как и однотонная, так и с крестообразным пятном, брюхо светлое, чёрный узор на лапах слабо развит.                        |
| Vulpes vulpes kamtschadensis Brass, 1911 — Камчатская обыкновенная лисица     | Камчатка, северные Курилы, остров Карагинский, юг Колымского нагорья       | Крупных размеров, волосяной покров длинный. Окрас очень яркий, нередко равномерно золотисто-розовый. На конечностях хорошо выражены чёрные пятна. Окрас брюха варьирует.                                              |
| Vulpes vulpes schantaricus Judin, 1986 — Шантарская обыкновенная лисица       | Шантарские острова, побережье Охотского моря                               | Размеры средние, мех длинный, почти лохматый. Окрас яркий, на плечах присутствует крестообразное пятно. |
| Vulpes vulpes schrencki Kishida, 1924 — Сахалинская обыкновенная лисица       | Сахалин, Хоккайдо, вероятно, южные Курилы                                  | Крупных размеров. Окрас от ярко-рыжих до светлых оттенков. По бокам и спине присутствуют пестрины. На лапах хорошо выражены тёмные пятна.                                                                             |
| Vulpes vulpes dolichocrania Ognev, 1926 — Уссурийская обыкновенная лисица     | Приамурье, Приморье                                                        | Очень крупных размеров (наиболее крупный подвид на территории России). Волосяной покров длинный и пышный, слабо шелковистый.                                                                                          |
| Группа karagan                                                                |                                                                            | |
| Vulpes vulpes stepensis Ognev, 1924 — Европейская степная обыкновенная лисица | Восточная Европа, и, возможно, Западная Сибирь, степи и лесостепи          | Размеры — от средних до крупных. Волосяной покров короче и грубее, чем у лесной. Окрас — ржаво-жёлтый, брюхо белое, тёмные пятна на лапах — небольшие, тёмно-серого цвета.                                            |
| Vulpes vulpes karagan Erxleben, 1777 — Караганка                              | Казахстан, степные и полупустынные районы                                  | Размеры средние, мех грубый и относительно короткий. Окрас светлый и песчано-жёлтый, чёрные пятна на лапах либо отсутствуют, либо слабо развиты.                                                                      |
| Vulpes vulpes flavescens Gray, 1843 — Туркменская обыкновенная лисица         | Равнины Средней Азии к югу от Аральское море                               | Мелких размеров, волосяной покров короткий. Окраска тусклая, светло-жёлтая, на спине — буроватое крестообразное пятно. Брюхо и передние стороны лап — серые.                                                          |
| Vulpes vulpes daurica Ognev, 1931 — Даурская обыкновенная лисица              | Забайкалье, степные районы; верхнее Приамурье, северо-восточный Китай      | Крупных размеров, волосяной покров длинный, но более грубый, чем у таёжных подвидов. Окрас светлый, желтовато-рыжий, брюхо беловатое, на лапах присутствуют сероватые полоски.                                        |
| Vulpes vulpes alpherakyi Satunin, 1906 — Азербайджанская обыкновенная лисица  | Полупустыни восточного Закавказья                                          | Средних размеров. Окрас рыжевато серый, вдоль спины присутствует красновато-рыжее пятно. На лапах — отчётливый узор из чёрных пятен, брюхо сероватое.                                                                 |
| Группа caucasica                                                              |                                                                            | |
| Vulpes vulpes krimeamontana Brauner, 1914 — крымская обыкновенная лисица      | Горный Крым                                                                | Средних размеров. Окрас более яркий, нежели у степной лисицы, а волосяной покров более пышный. На спине развита пёстрая серебристая рябь.                                                                             |
| Vulpes vulpes caucasica Dinnik, 1914 — Кавказская обыкновенная лисица         | Северный Кавказ, западная часть южного склона Главного Кавказского хребта  | Крупных размеров, волосяной покров грубый и короткий. Окрас варьируется от рыжего до почти серого, с преобладанием белёсо-серого.                                                                                     |
| Vulpes vulpes alticola Ognev, 1926 — Армянская обыкновенная лисица            | Армянское нагорье, Малый Кавказ                                            | Размеры от средних до крупных, волосяной покров довольно длинный и густой. Окрас — светлый, бледно-жёлтый, брюхо белёсое. Иногда окрас может быть более тёмным.                                                       |
| Vulpes vulpes ochroxantha Ognev, 1927 — Туркестанская обыкновенная лисица     | Горные районы Средней Азии                                                 | Средних размеров, волосяной покров довольно густой и длинный. Окрас — светлый, светло-жёлтый, на конечностях — отчётливый черноватый узор, брюхо беловатое.                                                           |

## В культуре
В культуре практически всех народов мира лисица представлена как хитрое животное, и являющееся одним из непременных персонажей животного эпоса, занимая в нём видное место, будучи самым антропоморфным из них (в частности, символизируя женское начало среди других персонажей, но уже мужского пола; в культуре славянских народов лиса — ярковыраженный женский персонаж, в то время как в Центральной и Западной Европе преобладает образ самца-лиса). Как правило, в художественных произведениях лисица является злодейкой или антигероиней, олицетворяющей, помимо хитрости, коварство, лукавость, эгоизм, сообразительность, ловкость, злонамеренность и жадность. Данная совокупность черт образа лисы актуализируется в фольклоре, прежде всего в мелких жанрах, таких как народные сказки о животных, былички, загадки и т. п. По-видимому, это связано с тем, что с образом лисы часто связывается представление о чём-то мелочном и сомнительном, исходя из этой же логики, это объясняет редкость данного животного в качестве тотемного. В фольклоре лиса не лишена и жестокости: так, в некоторых народных сказках лиса, нанявшаяся обрядить тело покойника, может его попросту съесть (вообще, лиса в культуре, и, в частности, фольклоре часто вынуждена примерять чужие «маски» для достижения своих собственных корыстных целей). Так или иначе, образ лисы является типичным примером трикстера — персонажа-архетипа, демонстративно не соблюдающего установленные правила и находящегося вне рамок добра и зла. Однако встречаются и лисы, благодаря своей хитрости помогающие положительным персонажам, как например, в русских народных сказках «Кузьма Скоробогатый», «Кот и Лиса», в варианте «Волка и семерых козлят», записанном в Липецком уезде Тамбовской губернии (именно лиса помогает матери съеденных козлят); а также в литературной сказке Шергина «Пойга и лиса».
Довольно часто лиса выступает в антагонистических отношениях как и с добычей: курами, гусями, утками, зайцем, мышью; так и с более крупными хищниками: волком и медведем, при этом она побеждает их именно благодаря хитрости и лести, а не грубой силы. В частности, лиса может соперничать и с другими персонажами-трикстерами. Тем не менее, зачастую и сама рыжая плутовка в культуре оказывается в дураках.
В средневековом изобразительном искусстве (в частности, в миниатюрах-маргиналиях и рельефах зданий и элементов интерьера) встречается мотив лисы в образе проповедника: священника, епископа или монаха, что является типичным отражением лицемерия лисы как основной черты её характера в культуре, а также своеобразным назиданием клирикам. Этот мотив, в частности, встречается и в более поздних произведениях, таких, как басня Ивана Дмитриева 1805 года «Лиса-проповедница» (а также одноимённая басня Жана Флориана).
Начиная с середины XX века традиционный образ лисы-трикстера подвергается деконструированию, и к нашему времени гораздо чаще встречается более положительный образ лисицы. В частности, среди субкультуры фурри лисица является одним из популярных персонажей фурсон — своеобразного альтер эго каждого конкретного фурря.

### Фольклор и мифология
- Традиционно-уважительное имя лисицы в русских народных сказках — Лиса Патрикеевна, предположительно, отчество взято в честь литовского князя Патрикея Наримунтовича. Также встречается и «мужской» вариант имени — Лис Патрикеевич[36], в частности использовавшийся при первых переводах гётевского «Рейнеке-Лиса» на русский язык. Более редко к лисе применяются такие уважительные имена как Лисафья[36] и Лисавета. Эти имена являются довольно поздними по происхождению, равно как и сказки, где образ лисы индивидуализируется и персонифицируется, в частности, наделяется вышеупомянутыми именами[36]. В славянском фольклоре лиса зачастую является кумой волка.
- В некоторых свадебных песнях славянских народов лисица выступает олицетворением невесты (жениха же может олицетворять, например, соболь или бобр)[44].
- Тевмесская лисица — персонаж древнегреческой мифологии, монстр, нападавший на беотийцев и посланный разгневанным Дионисом. Лису никто не мог догнать, однако Кефал по просьбе Амфитириона послал в погоню за чудовищной лисой пса, от которого никто не мог убежать, и в итоге Зевс превратил обеих в камень.
- Лисы-оборотни являются персонажами фольклора и мифологии стран Дальнего Востока: хули-цзин в китайской мифологии, кицунэ в японской мифологии и кумихо в корейской мифологии. Зачастую они обладают большим количеством хвостов, как правило, девятью. Хули-цзин и кицунэ являются классическими трикстерами и обманщиками, в том числе не упускающими возможность выходить замуж за человеческих юношей (поскольку эти существа преимущественно женского пола), но также способными творить и добрые дела. Кумихо же являются злодейками в чистом виде, использующими свои способности исключительно во вред. Лисья свадьба, или свадьба кицунэ  (яп. 狐の嫁入り кицунэ-но ёмэири) — мотив, встречающийся в традиционном японском искусстве. Также это выражение является устойчивым выражением, употребляющимся в японском для обозначения дождя среди ясного неба. Лисы считаются священными животными синтоистского ками Инари, божества изобилия.
- В сказках народов северо-восточной Азии, где лиса, как и везде, является трикстером, существуют сюжеты её взаимодействия с другим, характерным для них трикстером — вороном (у ительменов носящего имя Кутх). И так как ворон является прежде всего культурным героем, выступающим также как демиург, лиса противостоит ему, выступая в качестве хтонического персонажа[45].
- Среди русских и украинцев бытует примета, что на Мартина Исповедника (14 апреля (27 апреля)) лисы переселяются из старых нор в новые. Поэтому день почитания этого святого также называется «Мартын-Лисогон»[46][37].
- В славянском фольклоре известен сюжет об изнасиловании зайцем застрявшей лисы[47], в частности, записанный Александром Афанасьевым в виде т. н. «заветной» русской народной сказки. Сказку с данным сюжетом рассказывает в фильме «Александр Невский» Сергея Эйзенштейна кольчужный мастер Игнат новгородским воинам, которым предстоит сойтись с ливонцами, и на её основе князь прорабатывает тактику будущего сражения.

### Мультипликация
- «Робин Гуд» — лисицами являются Робин Гуд и девица Мариан.
- «Зверополис» — одним из главных героев является лис Ник Уайлд. Он — типичный пример деконструкции традиционного образа лисы-плутовки.
- «Ми-ми-мишки» — одним из персонажей является Лисичка, добрая и заботливая.
- Fox and Crow — серия короткометражных мультфильмов 1941—1950 гг., обыгрывающих вышеописанный басенный сюжет про ворону и лисицу. Лис в данных мультфильмах — самонадеянный и легкомысленный интеллигент, но отнюдь не хитрый, но считает себя хитрецом, поскольку, по его мнению, все лисы по определению хитрые. Хитрым персонажем здесь является ворона-самец, хулиган с наглым характером.

### Видеоигры
- Inherit the Earth: Quest for the Orb (1994 г.) — главным героем этого квеста является лис Рип, являющийся антропоморфным, как и все другие животные в данной игре.
- Endling: Extinction is forever (2022 г.) — целью игры является защитить последнюю в мире лису и её детёнышей от гибели.
- Spirit of the North (2019 г.) — игрок управляет лисом, получившим от духа лисицы сверхъестественные способности. Он должен поочерёдно активировать обелиски, чтобы изгнать красную порчу из родной земли.

### Музыка
- What Does the Fox Say? (2013 г.) — песня норвежского комедийного дуэта Ylvis.

### Геральдика
В геральдике лисица — символ проницательности, хитрости, прозорливости. Среди российских городов лиса изображена на гербе Саранска, а также на гербе Лискинского района Воронежской области.

### Идиоматика
Поскольку в культуре лиса прежде всего связана с хитростью, то устойчивые выражения и сравнения, связанные с этим животным, также указывают на черты лисы в культуре. Однако, например, немецкое выражение нем. der alter Fuchs — старый лис — напротив, обозначает опытного, досконально знающего своего дело работника. В немецком студенческом движении «фуксами», то есть «ли́сами», называли обучавшихся на первом курсе. В английском обозначение самки лисы, англ. vixen, иносказательно используется по отношению к злобным и сварливым женщинам (мегерам, стервам).
В диалектах русского языка лексема «лисый» обозначает «желтоватый».
В русском языке с данным животным связаны следующие пословицы и поговорки:
- Лиса всё хвостом прикроет.
- У лисы Патрикеевны ушки на макушке (чутка́).
- Лиса семерых волков проведёт[51].
- Когда ищешь лису впереди, то она назади.

### Антропонимика
От наименования животного образованы такие русские фамилии, как Лисин (вероятно, упоминание одного из первых носителей фамилией, Тимофея Лисина, содержится в списке казнённых в результате новгородского погрома 1570 г.), Лисицын, Лискин, Лисков, Лисов и Лисовский. В Древней и Московской Руси наименование животного использовалось в качестве прозвища и неканонического имени. Так, в одном из документов от 1503 года упоминается вологодский крестьянин Алексей Лисица.

## Галерея
- Лисица, иллюстрация из «Жизни животных» Альфреда Брема
- Рыжая лисица, Норвегия
- Лисица зимой
- Лисица зимой, Норрботтен, Швеция
- Лисица, спящая на снегу
- Зевание лисицы, обратите внимание на пасть
- Лисицы в снегу, картина В. Куннерта
- Ссора двух лис, зоопарк Дзао-Кицунэ-Мура, Сироиси, Япония
- Лиса в домашних условиях
- Лиса в своём домике, Липецкий зоопарк
- Лисёнок, Верхняя Нормандия, Франция
- Лисёнок, нацпарк «Кременецкие горы», Тернопольская область, Украина
- Лисёнок, нацпарк «Лосиный Остров», Московская область, Россия
- Лиса на территории московского парка «Сокольники»
- Представитель подвида V.v.beringiana на Авачинской сопке, Камчатка
- Лисица, лежащая на песке, Токсовские высоты, Ленинградская область, Россия
- Лиса подвида V.v. palaestina, окрестности молодёжной деревни Эшель-ха-Наси[ивр.] (под Беэр-Шевой), Израиль